# Wahrenholz
Wahrenholz là một đô thị thuộc the huyện Gifhorn, trong bang Niedersachsen, Đức. Đô thị này có diện tích 57,99 km².